# Georges Dairnvaell
Georges Dairnvaell, de son nom de naissance Mathieu Georges, né le 2 février 1818 à Marseille (Bouches-du-Rhône) et mort à une date de décès inconnue, est un journaliste et pamphlétaire français ayant usé du pseudonyme Satan dans ses publications entre 1838 et 1851. En 1846, il fit paraître un libelle de 36 pages, dans lequel il propagea une légende antisémite tenace : selon cette fable, l’immense fortune de la dynastie bancaire Rothschild aurait été acquise par Nathan Rothschild, qui aurait eu connaissance par avance de l’issue de la bataille de Waterloo et en aurait tiré profit par des spéculations boursières. Cette assertion, bien que dénuée de fondement historique avéré, contribua à alimenter ce que l’historien Michel Dreyfus désigna ultérieurement sous le vocable d’« antisémitisme économique »,.
Dans une publication chartiste, Friedrich Engels évoque le pamphlétaire Dairnvaell, lequel aurait introduit une « stratégie polémique inédite » à l’encontre des financiers de son époque. Il relève notamment que « le monarque de la finance Rothschild se vit obligé de produire deux répliques officielles pour contrer les attaques d’un individu demeuré obscur, et dont le seul bien tangible se réduisait à la défroque qui le vêtait. » 

## Biographie
Ses origines familiales demeurent obscures. Claude Pichois relève que son patronyme singulier, « Dairnvaell », sous lequel il publia la plupart de ses pamphlets, connaît diverses graphies (Dairnvæll, Dairnwoel, Dairnwœll, etc.) ; quant à « Mathieu Georges », il pourrait procéder d’une anglicisation. Élevé dans l’un des plus renommés pensionnats du Midi, il y fut vraisemblablement le plus indigent des élèves. Sa carrière littéraire débuta par une satire républicaine, Les Moscoviennes, dédiée, non sans ironie, à Nicolas Ier de Russie. Deux autres libelles suivirent : La Naissande d’un prince et Euménides. Il intégra ensuite la rédaction de L’Indicateur de Marseille, où il produisit de nombreuses critiques théâtrales, notamment sur les œuvres de Shakespeare. En 1839, il donna une nouvelle de soixante-quatre pages, Simon Maurice, ou noble et paysan. Il affirma, par ailleurs, avoir assumé la direction du Corsaire du Midi durant deux années.
Vers la fin de l’année 1840, Dairnvaell gagna Paris et entreprit la publication d’une série de brochures traitant des personnalités, des événements et des signes du temps, activité qu’il poursuivit jusqu’au 2 décembre 1851. En sus des pamphlets qui lui sont formellement attribués, il est vraisemblable qu’il en composa d’autres de manière anonyme ou sous divers pseudonymes. Quoi qu’il en soit, ces écrits se caractérisent par leur actualité brûlante et leur étroitesse de vue.
Dairnvaell, qui se qualifiait lui-même d’« écrivain sans renom, sans dignité, sans titre ni distinction, non plus chevalier de la Légion d’honneur qu’académicien, simple gribouilleur obscur », ne parvint jamais à échapper à l’ombre de l’anonymat. Toutefois, son canard de Waterloo — libelle ou opuscule polémique — acquit, indépendamment de son auteur, une certaine notoriété.

## Canard de la bataille de Waterloo

### Déraillement à Fampoux

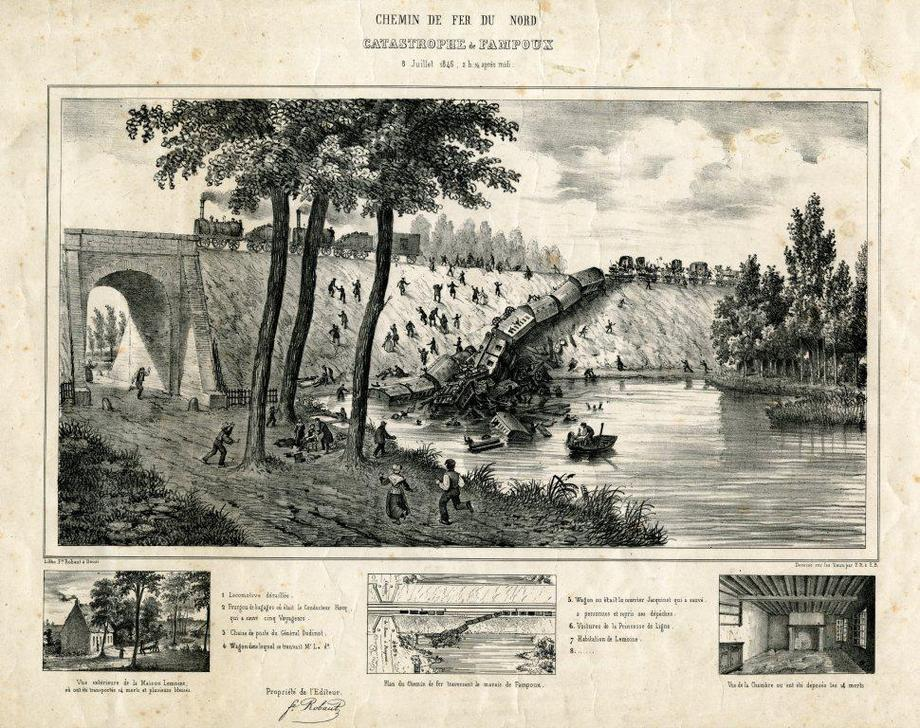
Lithographie de Félix Robaut (1799-1880)

Le 8 juillet 1846, un convoi de la Compagnie des chemins de fer du Nord, compagnie dont les frères Rothschild figuraient parmi les principaux actionnaires, subit un déraillement meurtrier en traversant les marais avoisinant le village de Fampoux. Cet accident causa la mort de 57 personnes et blessa grièvement plus d’une centaine d’autres. Neuf jours après la catastrophe, le périodique satirique Le Charivari publia une analyse imputant cette tragédie aux défaillances du système ferroviaire, aux spéculations boursières, ainsi qu’à la responsabilité présumée du baron James de Rothschild.

### Indignation du public
Profitant de l’indignation collective provoquée par le déraillement, Dairnvaell rédigea le premier d’une série de quatre pamphlets publiés en 1846, dénonçant les intérêts bancaires des Rothschild. Cet opuscule inaugural, intitulé Histoire édifiante et curieuse de Rothschild Ier, Roi des Juifs (36 pages), suscita une réaction immédiate de la part du baron James de Rothschild. Ce dernier riposta par un libelle de même longueur, Réponse de Rothschild Ier, roi des juifs, à Satan dernier, roi des imposteurs, marquant ainsi le premier échange d’une guerre pamphlétaire qui s’intensifia rapidement. Friedrich Engels y apporta bientôt sa contribution, prolongeant la polémique.

### Récit de Waterloo de Dairnvaell
Selon une version souvent rapportée, mais dépourvue de fondement historique avéré, Nathan Rothschild aurait assisté en personne à la bataille de Waterloo depuis la Belgique. Ayant, selon ce récit, anticipé la victoire des coalisés, il se serait alors hâté vers Ostende dans l’intention de regagner l’Angleterre. Toutefois, les marins, redoutant une tempête imminente, auraient refusé de prendre la mer. Ce ne fut qu’après de substantiels pots-de-vin, versés en or, qu’ils consentirent à appareiller. Rothschild serait ainsi parvenu à Londres près d’un jour avant l’arrivée du messager officiel du duc de Wellington. Profitant de cette avance, Nathan et ses frères auraient réalisé des gains colossaux — estimés à « vingt millions » (vraisemblablement en francs, soit environ un million de livres sterling) — en maniant une stratégie boursière subtile. Ils auraient d’abord vendu à grande échelle des Consols (obligations gouvernementales britanniques), feignant de craindre une victoire française, ce qui aurait provoqué une chute des cours. Puis, une fois les prix au plus bas, ils auraient procédé à des acquisitions massives, tirant profit de la hausse ultérieure. Les Consols constituaient alors l’un des principaux instruments financiers en Europe, notamment à Paris.

### Élaborations du récit de Waterloo
La légende du canard de Waterloo gagna en vraisemblance lorsque, plutôt que de postuler la présence de Nathan Mayer Rothschild sur les lieux mêmes de la bataille, on avança que la nouvelle de la victoire de Wellington lui fut transmise par pigeon voyageur ou par estafette, via un capitaine préalablement engagé et stationné avec un navire afin d’acheminer la dépêche à travers la mer du Nord. Il était notoire que les Rothschild disposaient d’un réseau de messagerie privé, et cette anecdote en constituerait une illustration probante.
Une variante historiographique rapporte que l’économiste David Ricardo aurait tiré profit d’informations préalables, lui permettant d’accumuler une fortune considérable par des spéculations boursières. Cette thèse, bien que contestée, est néanmoins considérée comme plausible par l’économiste Paul Samuelson, lauréat du prix Nobel.

## Travaux
- Les Moscoviennes (1838)
- Prédictions du grand Abracadabra découvert par Victor Hugo (1842 ; première édition saisie, la seconde contient des biographies, des chansons et des satires)
- Les Indiscrétions de Lucifer, écrites sous sa dictée par son secrétaire intime (1842)
- Histoire édifiante et curieuse de Rothschild Ier, Roi des Juifs. (1846)
- Code des Jésuites, d'après plus de trois cents ouvrages des casuistes jésuites, complément indispensable aux œuvres de MM. Michelet et Quinet. (1846)
- Les Scandales du jour (1846) ; réimprimé sous le titre Les Ministres jugés par Satan.
- Biographie impartiale de M. Despans-Cubières, lieutenant-général, Pair de France, ancien Ministre : Suivie de ses lettres à M. Parmentier au sujet des mines de Gouhenans, et de la biographie de M. Teste (1847)
- Physiologie des étudiants, des grisettes et des bals de Paris (1849)
- Biographie satirique de la nouvelle chambre des députés (1846-1851) : Par Satan (1851)